# Мелилья-ла-Вьеха
Мелилья-ла-Вьеха (исп. Melilla La Vieja, Старая Мелилья) — обнесённая стеной цитадель испанского города Мелилья.
Цитадель — одна из крупнейших крепостей Испании, её длина составляет около 2000 м.
Мелилья-ла-Вьеха построена в XVI-XVII вв. Некоторые укрепления возводились и после, вплоть до середины XIX века. Поэтому, за образец строительства брали многие фортификационные сооружения разных эпох — от Возрождения до бастионов испано-фламандской школы, построенных в период Бурбонов. Таким образом, в возведении цитадели принимали участие архитекторы итальянского, испанского и фламандского происхождения. Стиль варьируется от раннего Возрождения  до Мудехара и Северного Ренессанса.
В Цитадели выделяется четыре укреплённых корпуса. Первый расположен на скалистом мысе, со всеми гражданскими постройками и стенами, построен к началу XVIII века. Второй располагается на перешейке, включает объекты, построенные в XVII-XVIII вв. Третий построен в 1604-1722 гг как защита от мусульманских набегов. Четвёртый включает в себя укрепления XVIII века.
Сегодня цитадель — важнейшая достопримечательность Мелильи. На её территории находятся многие исторические объекты города, в том числе археологический музей, военный музей, церковь Непорочного Зачатия, а также ряд пещер и туннелей, используемых ещё со времён финикийцев.

## Галерея
- Новостройки на фоне старых укреплений
- Вид на Старую Мелилью
- Ночной вид Цитадели
- Внутри Цитадели